# Luka (żupania zadarska)
Luka – wieś w Chorwacji, w żupanii zadarskiej, w gminie Sali. W 2011 roku liczyła 123 mieszkańców.